# حمزة رفيعة
حمزة رفيعة (مواليد 22 أبريل 1999) هو لاعب كرة قدم تونسي يلعب في مركز الوسط مع نادي يوفنتوس تحت 23 سنة ومنتخب تونس لكرة القدم.

## النشأة
ولد في 2 أبريل 1999 في قلعة سنان بتونس، انتقل حمزة إلى فرنسا عندما كان طفل ولعب في قطاعات الشباب في برون تيرايلون، برون جراند ليون، وأولمبيك ليون.

## مسيرته الكروية

### ليون ب
من خلال نظام الشباب، لعب حمزة لفريق ليون الاحتياطي في الدوري الفرنسي الدرجة الرابعة للهواة. شارك لأول مرة في 28 مايو 2016، خلال موسم 2015–16، في مباراة الهزيمة 4–3 على أرضه أمام موليزا فوت. سجل هدفه الأول مع ليون ب خلال موسم 2018–19، في 18 أغسطس 2018، وساعد فريقه على الفوز بنتيجة 5–2 أمام موناكو ب. سجلت حمزة خمسة أهداف في 18 مباراة بالدوري على مدار الموسم. في أربعة مواسم، سجل خمسة أهداف في 26 مباراة.

### يوفنتوس تحت 23 سنة
في 16 يوليو 2019، انضم حمزة إلى يوفنتوس بعقد مدته ثلاث سنوات، مقابل رسوم انتقال قدرها 400 ألف يورو، والتي يمكن أن تصل إلى 5 ملايين يورو كإضافات، و 20٪ إذا تم بيعه مستقبلًا. لعب حمزة مع فريق يوفنتوس الاحتياطي في دوري الدرجة الثالثة – يوفنتوس تحت 23 سنة – حيث شارك لأول مرة في الخسارة 2–0 خارج أرضه أمام نوفارا في الدوري يوم 26 أغسطس 2019. ساعد يوفنتوس تحت 23 سنة على الفوز بكأس إيطاليا للدرجة الثالثة، وسجل ضد ترنانا في المباراة النهائية التي انتهت بنتيجة 2–1. خلال موسم 2019–20، لعبت حمزة 20 مباراة في الدوري، مباراتان في تصفيات الصعود، وسجل ثلاثة أهداف وصنع ثلاث تمريرات حاسمة في دوري الدرجة الثالثة بكأس إيطاليا.

### يوفنتوس
في 13 يناير 2021، شارك حمزة لأول مرة مع يوفنتوس، حيث حل بديلاً في الدقيقة 77 في مباراة كأس إيطاليا ضد جنوى. سجل في الدقيقة 104 وساعد يوفنتوس على الفوز 3–2 في الأشواط الإضافية.

## مسيرته الدولية
مثّل حمزة فرنسا تحت 17 سنة وتحت 18 سنة، لكنه قرر تمثيل تونس على مستوى الدولي الأول. شارك لأول مرة في 6 سبتمبر 2019، حيث دخل من مقاعد البدلاء في مباراة ودية انتهت بالفوز 1–0 على موريتانيا.

## أسلوب لعبه
حمزة لاعب وسط مهاجم قادر أيضًا على اللعب كجناح أيمن.

## الإحصائيات

### النادي
آخر تحديث 13 يناير 2021.
| النادي             | الموسم   | الدوري                         | الدوري | الدوري  | الكأس  | الكأس   | قاري   | قاري    | أخرى   | أخرى    | المجموع | المجموع |
| النادي             | الموسم   | الدرجة                         | الظهور | الأهداف | الظهور | الأهداف | الظهور | الأهداف | الظهور | الأهداف | الظهور  | الأهداف |
| ------------------ | -------- | ------------------------------ | ------ | ------- | ------ | ------- | ------ | ------- | ------ | ------- | ------- | ------- |
| ليون ب             | 2015–16  | الهواة                         | 2      | 0       | —      | —       | —      | —       | —      | —       | 2       | 0       |
| ليون ب             | 2016–17  | الهواة                         | 0      | 0       | —      | —       | —      | —       | —      | —       | 0       | 0       |
| ليون ب             | 2017–18  | الدوري الفرنسي الدرجة الرابعة  | 6      | 0       | —      | —       | —      | —       | —      | —       | 6       | 0       |
| ليون ب             | 2018–19  | الدوري الفرنسي الدرجة الرابعة  | 18     | 5       | —      | —       | —      | —       | —      | —       | 18      | 5       |
| ليون ب             | المجموع  | المجموع                        | 26     | 5       | 0      | 0       | 0      | 0       | 0      | 0       | 26      | 5       |
| يوفنتوس تحت 23 سنة | 2019–20  | الدوري الإيطالي الدرجة الثالثة | 20     | 0       | —      | —       | —      | —       | 9      | 3       | 29      | 3       |
| يوفنتوس تحت 23 سنة | 2020–21  | الدوري الإيطالي الدرجة الثالثة | 13     | 2       | —      | —       | —      | —       | —      | —       | 13      | 2       |
| يوفنتوس تحت 23 سنة | المجموع  | المجموع                        | 33     | 2       | 0      | 0       | 0      | 0       | 9      | 3       | 42      | 5       |
| يوفنتوس            | 2020–21  | الدوري الإيطالي                | 0      | 0       | 1      | 1       | 0      | 0       | —      | —       | 1       | 1       |
| الإجمالي           | الإجمالي | الإجمالي                       | 59     | 7       | 1      | 1       | 0      | 0       | 9      | 3       | 69      | 11      |

## الإنجازات

### النادي
يوفنتوس تحت 23 سنة
- كأس إيطاليا الدرجة الثالثة: 2019–20[8]

## وصلات خارجية
- حمزة رفيعة على موقع قاعدة بيانات كرة القدم.إي يو (الإنجليزية)
- حمزة رفيعة على موقع ناشيونال فوتبول تيمز (الإنجليزية)
- حمزة رفيعة على موقع Soccerway.com (الإنجليزية)
- حمزة رفيعة على موقع عالم كرة القدم.نت (الإنجليزية)